# Organización territorial de Gambia
Gambia está dividida en cinco divisiones (Divisions en inglés) y una ciudad (capitales de las divisiones entre paréntesis):
- Lower River (Mansa Konko)
- Central River (Janjanbureh)
- North Bank (Kerewan)
- Upper River (Basse)
- Western (Brikama)

La capital nacional, Banjul, está clasificada aparte, como una ciudad. 
Además, el país está dividido en ocho subdivisiones, o Áreas de Gobierno Local:
- Banjul
- Basse
- Brikama
- Janjanbureh
- Kanifing
- Kerewan
- Kuntaur
- Mansa Konko